# 大衛·艾瑟斯
大衛·艾瑟斯（1947年7月23日—），原名大衛·艾伯特·庫克（英語：David Albert Cook）是一位英國歌手、詞曲作家和演員。從1973年到1994年，他在英國共獲得了19首排名前40的單曲（包括兩首冠軍單曲）和16張排名前40的專輯。

## 早年生活
艾瑟斯於1947年7月23日出生於艾塞克斯郡普萊斯托（現為倫敦紐漢姆區的一個街區，屬於大倫敦地區）。他的父親艾伯特是一名東區碼頭工人，母親奧利佛 (娘家姓坎普) 是一位自學成才的鋼琴家和愛爾蘭旅行家。他的祖父托馬斯·坎普的綽號是“Philimore”，這是“Philly Mor”的英語化版本，在愛爾蘭語中意為“大費城”。埃塞克斯兩歲時，他的父母搬出了與親戚合住的擁擠房屋，搬到了他長大的景寧鎮。
埃塞克斯就讀於星巷小學。由於他喜歡踢足球，因此沒有回答進入文法學校的11+考試中的任何問題，這樣他就可以確保自己能進入希普曼縣中學，因為他知道那裡有足球比賽。當他的父母搬到馬克斯蓋特莊園時，他後來就讀於位於查德韋爾希思鯨骨巷的沃倫現代中學。他也曾是西漢姆聯青年隊的隊員，並夢想有一天成為職業球員。後來他開始對音樂產生興趣並在當地樂團中擔任鼓手，之後成為歌手。

## 事業
艾瑟斯製作了他的第一張唱片，名為《淚水滾滾而來》，為Fontana廠牌而作於1965年出版。隨後，他與一支名為“David Essex and the Mood Indigo”的樂團一起巡迴演出了兩年，並在20世紀60年代發行了七首單曲。他還錄製了兩首歌曲《A Rose》和《Leon and John and Billy and Me》，這兩首歌曲尚未發行，但以醋酸鹽形式存在。除了1971年23歲時在電影《Assault》和《All Coppers Are...》中的小出場外，這是他第一個值得注意的演藝角色，是音樂劇《Godspell》的主角。
兩年後，他主演了電影《那將是那一天》並於同一年錄製了他的國際熱門單曲，即自己創作的《Rock On》。1974年3月獲得R.I.A.A.頒發的金唱片認證。該歌曲獲得葛萊美獎提名，並在《告示牌百大單曲榜》上排名第5。第二首單曲《Lamplight》也進入了英國單曲榜前十名。
20世紀70年代，艾瑟斯成為著名的表演者。與他自己傳記中的說法相反，他的首場音樂會於1974年11月2日星期六在東漢姆的格拉納達舉行，而不是在奧迪恩劇院。他在這十年中最熱門的歌曲包括兩首英國冠軍單曲：《Gonna Make You a Star》（1974年）和《Hold Me Close》（1975年）。他還出演了《星塵》，這是1974年《那將是那一天》的續集。這首主題曲再次榮登十大金曲榜。1976年，埃塞克斯為音樂紀錄片《這一切和第二次世界大戰》翻唱了披頭四的歌曲《Yesterday》。
艾瑟斯的流行偶像外表為他帶來了大量女性粉絲，他的英國巡演創造了讓人想起“披頭士狂熱”的歇斯底里的場景。根據《英國熱門單曲吉尼斯大全》，1974年，他被選為英國第一男歌手，並成為十多年來的青少年偶像。
幾年後（從1971年11月開始），艾瑟斯在倫敦出演了《上帝的拼寫》主角，並於1973年12月在倫敦彩虹劇院出演了舞台版的《湯米》。
1978年，他在傑夫·韋恩的音樂版《世界大戰》中扮演砲兵。在英國，這兩張唱片至今仍是暢銷品。
同年，艾瑟斯在蒂姆·賴斯和安德魯·勞埃德·韋伯的音樂劇《貝隆夫人》的原創製作中扮演了切·格瓦拉一角，以及他在該節目中錄製的《Oh What a Circus》達到第3名。作為最知名的主要表演者，艾瑟斯實際上獲得了最高的票房收入，超過了伊蓮·佩姬，後者似乎在一夜之間就因出演該劇而成為明星。根據合同，他只能在劇中演出5+1⁄2個月，在此期間，不同尋常的是，正如埃塞克斯所預料的那樣，他的替補演員奈傑爾普蘭納從未被要求表演。
兩年後，他主演了摩托車賽車電影《Silver Dream Racer》；而電影原聲帶歌曲《Silver Dream Machine》榮登英國單曲榜前五名。艾瑟斯是一名狂熱的摩托車手，他放棄了為當時新推出的1980年電啟動Triumph Bonneville做廣告的費用，他曾與陷入困境的Triumph 摩托車工人協會執行官簽約。
1981年，艾瑟斯主演了在Young Vic劇院上演的戲劇《Childe Byron》。
1985年，艾瑟斯與他人共同編寫並主演了改編自小說《叛艦喋血記》的音樂劇《叛艦喋血記！》，查爾斯諾德霍夫與詹姆斯‧諾曼‧霍爾創作。這首歌也催生出兩首熱門單曲，包括他的第十首進入十大熱門歌曲的單曲《Tahiti》。
2016年2月，艾瑟斯在倫敦多米尼恩劇院出演了《世界大戰》。
艾瑟斯繼續在演藝界的各個領域演出。1988年的情境喜劇《The River》獲得了良好的收視率。1991年，音樂合輯《他的最偉大熱門歌曲》排名第13名；1993年的專輯《Cover Shot》收錄了翻唱版的Buzz Cason / Mac Gayden歌曲《Everlasting Love》，最高排名第三。2002年出版，並成為暢銷書。
在1999年新年授勳儀式上，埃塞克斯獲授予大英帝國官佐勳章(OBE)，以表彰其「在慈善服務，尤其是海外志願服務方面所做出的貢獻」。他每年仍在英國巡迴演出並透過他的網站發行專輯。雖然他在英國的職業生涯漫長且成功，但是他在美國仍然鮮為人知。《Rock On》在1974年登上榜單第三名，並且是他唯一一首進入美國《Cash Box》排行榜前40名的熱門單曲。
艾瑟斯出生於一個愛爾蘭旅行者家庭，在ITV1電視台於20世紀60年代播出的以約克郡為背景的電視劇《心跳》的一集中扮演了一位善良的游牧民。《心跳》於2000年發行。他扮演一個叫做強尼李的角色。2006年7月30日，埃塞克斯告訴英國廣播公司(BBC) 的《Rokker Radio》（一個針對吉普賽人和旅行者的節目）的傑克·鮑爾斯，他一直對自己的旅行者家族歷史感到自豪。他是英國國家吉普賽委員會的贊助人，該委員會致力於為羅姆人和愛爾蘭旅行者爭取平等的權利、教育和服務。
2005年，他作為客座歌手為聖艾蒂安樂隊的專輯《Tales from Turnpike House》獻聲並創作歌曲。同年，他也出演了Channel 4紀錄片《Bring Back...The Christmas Number One》。
艾瑟斯原定於2006年初加入肥皂劇《東區人》的演員陣容，飾演新角色傑克愛德華茲。然而，由於該職位的工作時間超出了計劃的三週，艾瑟斯無法投入時間。這個角色最終落到了尼基·漢森身上。
西漢姆聯足球俱樂部博物館裡展示了艾瑟斯的模型和錄音。在錄音中，他解釋了自己支持西漢姆聯隊的原因以及對這支球隊的熱愛。
艾瑟斯曾擔任海外志願服務大使六年，並於1999年獲得大英帝國官佐勳章 (OBE)。
艾瑟斯曾經在自己的唱片公司Lamplight錄製和發行唱片。他後來將公司名稱改為約瑟夫·韋伯斯特有限公司，以他的第一個孫子的名字命名。他定期巡迴演出並繼續表演，出演《不羈夜2》、《渾身是勁》（2011年電影）和安德魯·勞埃德·韋伯的音樂劇《愛》。2008年9月至2009年夏天，他帶著自己的音樂劇《All the Fun of the Fair》在英國巡迴演出。隨後秋天，他又在英國舉行了個人巡演“秘密巡演”，門票全部售罄。埃塞克斯在他的網站上發布了巡迴演出最後一晚在伯恩茅斯拍攝的DVD。雖然他帶著《市集上的所有樂趣》回到了倫敦西區，但是結局與在外省的演出有所不同。
2011年1月，據宣布艾瑟斯終於加入了《東區人》的演員陣容，飾演埃迪·穆恩，而他最初計劃五年後在該劇中出演。2011年6月3日，他首次在螢幕上亮相。 隨後，他為電影《旅行者》（2013）創作了配樂，在這部電影中，他與兒子比利庫克共同主演，比利庫克在片中扮演一位試圖尋找自己身份的半吉普賽人的主要角色。

## 個人生活
2010年9月20日，艾瑟斯與他的第三任妻子威爾士女演員蘇珊·哈勒姆-賴特（Susan Hallam-Wright，生於1973年）在北威爾士班戈附近的塔利邦特聖十字教堂舉行了婚禮。他第一次見到她是在2008年底，當時她正在試鏡《All the Fun of the Fair》中的一個角色。她得到了莎莉的角色，然後在2010年4月倫敦加里克劇院上演的西區版本中晉升為傑克女友瑪麗的角色。埃塞克斯曾與莫琳·尼爾（1971年）和卡洛塔·克里斯蒂（1997年）結婚。
艾瑟斯有五個孩子：兩個是他與第一任妻子莫琳尼爾所生；與第二任妻子卡洛塔·克里斯蒂有雙胞胎；第四個兒子是他和第三任妻子蘇珊·哈勒姆·賴特所生。

## 唱片目錄
- 《Rock On》（1973年）
- 《David Essex》（1974年）
- 《市集上的所有樂趣》（1975年）
- 《走出街頭》（1976年）
- 《黃金與象牙》（1977年）
- 《帝國巫師》（1979年）
- 《熱戀》（1980年）
- 《Be-Bop 未來》（1981年）
- 《舞台迷》（1982年）
- 《耳語》（1983年)
- 《這一本給你》（1984年）
- 《中央舞台》（1986年）
- 《接觸鬼魂》 (1989年)
- 《封面照片》（1993年）
- 《背靠背》（1994年）
- 《電影之夜》（1997年）
- 《我們在這裡同在》（1998年）
- 《我仍然相信》（1999年）
- 《謝謝你》（2000年）
- 《美妙絕倫》（2001年）
- 《永遠》（2002年）
- 《日落》（2003年）
- 《一切都會好起來的》（2004年）
- 《美麗的一天》（2006年）
- 《從此幸福快樂》 (2007年)
- 《反思》（2013年）

## 精選影片
- 《粉碎時間》（1967年）
- 《突擊》 (1971年)
- 《所有警察都是…》（1972年）
- 《那將是那一天》（1973年）
- 《星塵》（1974年）
- 《聖誕信差》（1975年，短片，飾故事說明人）
- 《大巴士》（1976年）
- 《銀夢賽車手》（1980年）
- 《The River》（1988）
- 《迪克》（1999年）[30]
- 《心跳》（2000）
- 《部落》（2011年）
- 《東區人》（2011年）（飾演艾迪穆恩）
- 《旅行者》（2013年）
- 《老闆》（2014年）

## 外部連結
- 官方网站
- 大衛·艾瑟斯的Discogs页面（英文）
- 大衛·艾瑟斯在互联网电影资料库（IMDb）上的資料（英文）